# Hans-Georg Boenninghaus
Hans-Georg Boenninghaus (* 20. April 1921 in Breslau; † 7. Mai 2005 in Heidelberg) war ein Mediziner (HNO-Arzt) und Hochschullehrer.

## Leben
Bereits der Großvater, Georg Boenninghaus senior, und der Vater, Georg Boenninghaus junior, waren Professoren der Hals-Nasen-Ohren-Heilkunde in Breslau. Hans-Georg  besuchte in seiner Heimatstadt das Maria-Magdalenen-Gymnasium, das er zusammen mit seinem Freund Dietmar Zoedler 1939 mit dem Abitur verließ. Durch den Kriegsdienst wurde das anschließende Medizinstudium an den Universitäten Breslau und Innsbruck unterbrochen. Doch konnte Boenninghaus im Mai 1945 in Innsbruck sein Staatsexamen ablegen. 1950 wurde er Corpsschleifenträger der Borussia Breslau.
Seine Ausbildung zum Hals-Nasen-Ohrenarzt erhielt er an der Universität Marburg. Hier war er anschließend als Oberarzt an der Universitätsklinik tätig. Im Jahre 1953 habilitierte er sich mit dem Thema Mehrphasiger Verlauf des kalorisch induzierten Nystagmus. Sein besonderes Interesse für die Traumatologie wurde 1960 erkennbar mit seiner Monographie Die Behandlung der Schädelbasisbrüche. 1956 wechselte Boenninghaus an das Universitätsklinikum Frankfurt am Main, wo er zum außerplanmäßigen Professor ernannt wurde. In der Folgezeit entstand sein grundlegendes Werk im Bereich der Begutachtung der Lärmschwerhörigkeit. In der engen Zusammenarbeit mit W. Röser (Ingenieur und Audiologe) entstanden die noch heute gültigen Tabellen als Grundlage zur Begutachtung von Hörstörungen, die auch von den gewerblichen Berufsgenossenschaften (Königsteiner Merkblatt 1974) empfohlen wurden. Von 1962 bis 1965 leitete Boenninghaus als Chefarzt die Hals-Nasen-Ohrenklinik am Städtischen Klinikum in Karlsruhe. 1965 erhielt er den Ruf auf den Lehrstuhl für Hals-Nasen-Ohrenheilkunde an die Ruprecht-Karls-Universität Heidelberg. 22 Jahre war er hier Chef der HNO-Klinik, die unter seiner Leitung entscheidend erweitert und modernisiert wurde. Besondere wissenschaftliche Arbeitsgebiete waren hier die Allergologie, die Audiologie und die Vestibularisforschung. Für die Phoniatrie und Pädaudiologie wurde eine eigene Abteilung eingerichtet. Eine wichtige Entdeckung war der sogenannte akustische Unfall. Nach ihm ist das Boenninghaus-Syndrom bekannt, eine durch Lärm verursachte Hörschädigung.
Hans-Georg Boenninghaus  war bei seinen Studenten ein geschätzter Lehrer, der Geradlinigkeit und Durchsetzungskraft mit Systematik und Pragmatismus in seiner Arbeit vereinte und der sich immer der klinisch orientierten Wissenschaft verpflichtet fühlte. Sein Lehrbuch Hals-Nasen-Ohren-Heilkunde, das 1970 zum ersten Mal im Springer Verlag erschien, erreichte im Jahre 2012 seine 14. Auflage und ist als „der Boenninghaus“ ein Standardwerk in seiner Disziplin. Er war Mitherausgeber der Zeitschrift Laryngo-Rhino-Otologie und von 1982 bis 1985 deren Schriftführer. 1980/81 war er Präsident der Deutschen Gesellschaft für Hals-Nasen-Ohrenheilkunde, Kopf- und Hals-Chirurgie. Hans-Georg Boenninghaus war ein warmherziger Mensch, kontaktfreudig und humorvoll. Seine letzten Jahre waren überschattet vom Tod seiner Frau und von eigenen schweren Krankheiten.

## Werke
- Literatur von und über Hans-Georg Boenninghaus im Katalog der Deutschen Nationalbibliothek